# Lenomys meyeri
Lenomys meyeri är en gnagare som först beskrevs av Fredericus Anna Jentink 1879.  Lenomys meyeri är ensam i släktet Lenomys som ingår i familjen råttdjur. IUCN kategoriserar arten globalt som livskraftig. Inga underarter finns listade i Catalogue of Life.
Arten blir 235 till 290 mm lång (huvud och bål) och har en 210 till 285 mm lång svans. Den långa tjocka och ulliga pälsen har på ovansidan en svartaktig färg med olivgrön skugga. På ryggens mitt finns en något mörkare strimma. Vid buken är pälsen ljusgrå till vitaktig. Händer och fötter har en mera brunaktig färg och svansens slut är köttfärgat.
Lenomys meyeri förekommer på Sulawesi men saknas på de östra halvöarna. Individerna vistas främst på marken och klättrar ibland i växtligheten. Habitatet utgörs av tropiska regnskogar i låglandet och i bergstrakter. Troligen besöks mera torra skogar. Honor föder bara en eller kanske två ungar per kull.